# Union nationale des femmes sahraouies
L'Union nationale des femmes sahraouies ( espagnol : Unión Nacional de Mujeres Saharauis, UNMS) est l'organisation des femmes du Front Polisario. Elle a été créée en 1974, et revendique 10 000 membres, répartis entre les Camps de réfugiés sahraouis  les Territoires libérés (en), la partie marocaine du Sahara Occidental occupée et la diaspora sahraouie (Espagne, Mauritanie et France).

## Action

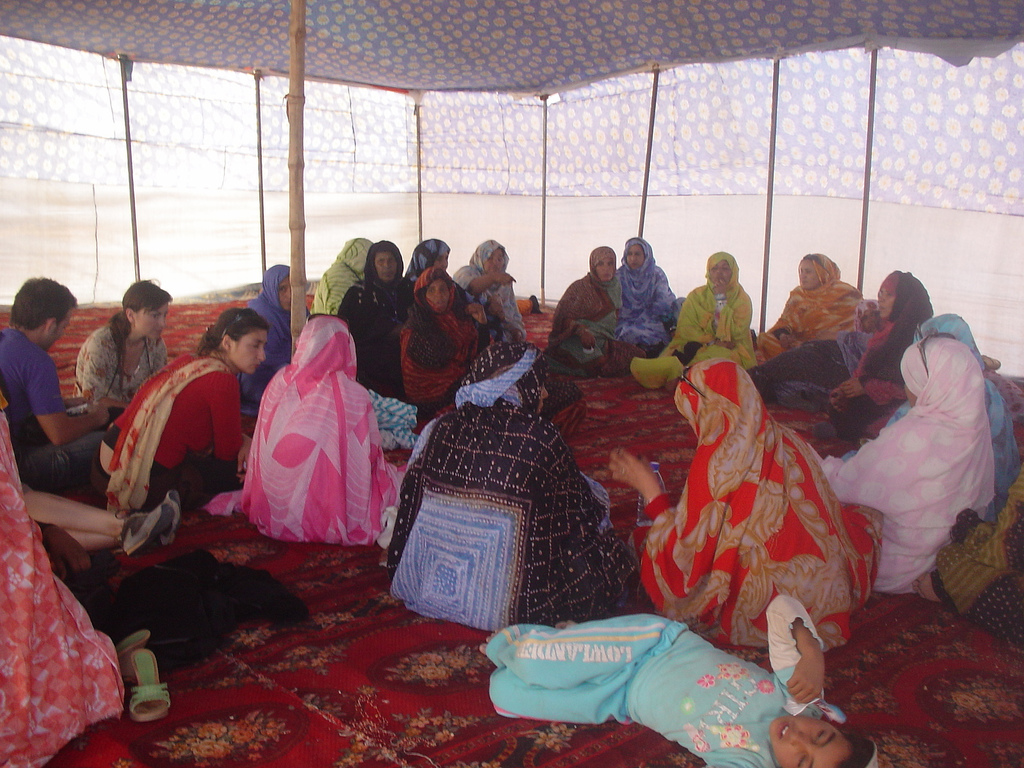
Atelier sectoriel lors du 5ème Congrès de "l'Union Nationale des Femmes Sahraouies", dans les camps de réfugiés sahraouis (6 avril 2007).

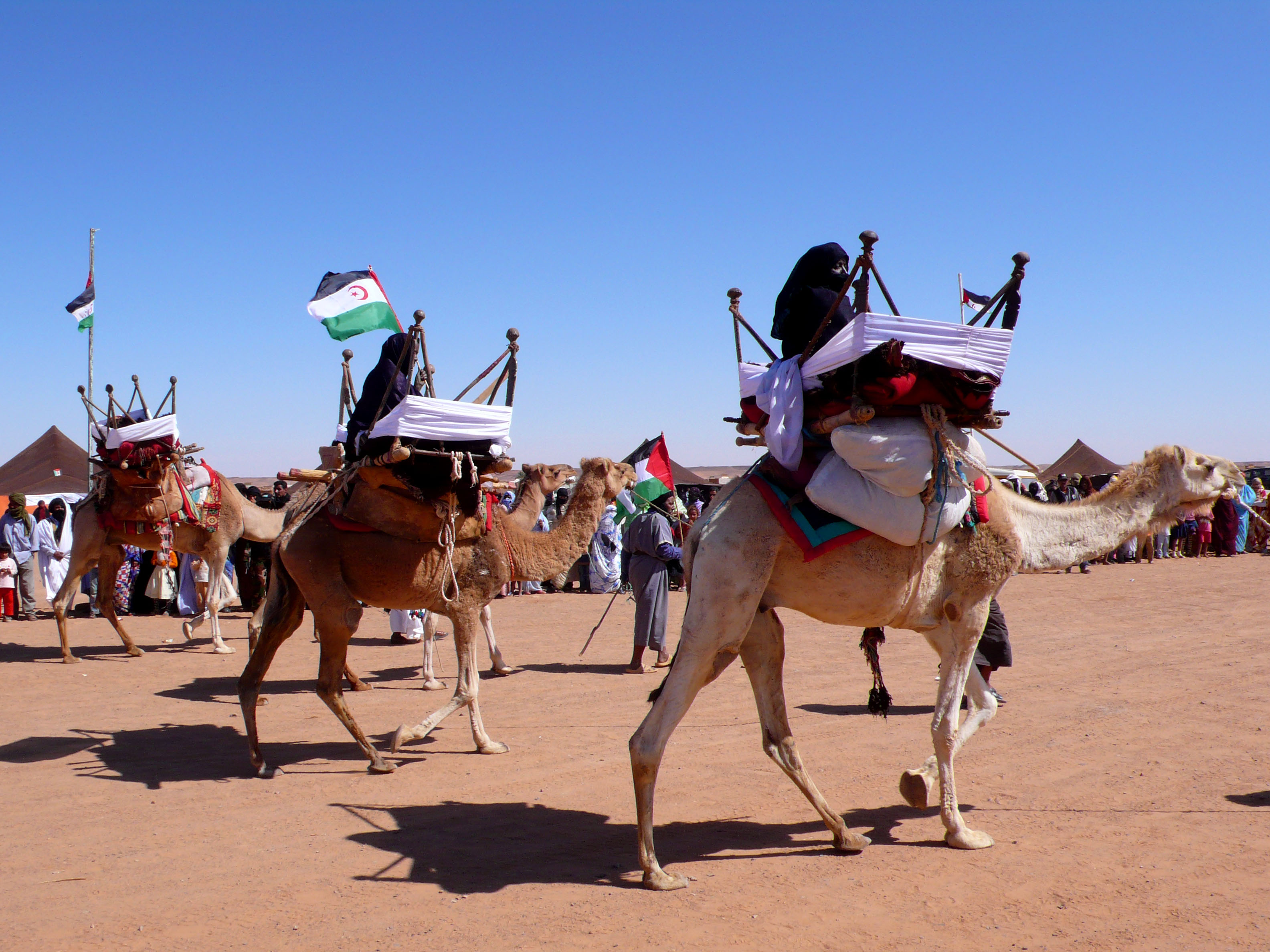
Exhibition de dromadaires à la wilaya de Dajla (campement de réfugiés de saharouis de Tindouf, avril 2007)

L'organisation est principalement active dans les camps de réfugiés sahraouis de Tindouf, en Algérie, où elle est une partie prenante puissante au sein du Polisario et de la république sahraouie. Elle est active au niveau international dans l'organisation du soutien aux femmes sahraouies et à la cause sahraouie, mais aussi dans les campagnes pour les droits des femmes au sein de la communauté en exil et dans les prises de décisions politiques. 
En conséquence de cette présence importante et des efforts d'éducation des femmes du mouvement ainsi que des circonstances particulières des années de guerre au Sahara Occidental (les hommes partis au front les femmes ont pris en main la gestion des camps de réfugiés), la représentation des femmes sahraouies s'est sensiblement améliorée dans la société sarahouie. En 2020, deux femmes étaient dans le gouvernement de la république sahraouie, la ministre de la culture Khadijah Hamdi et la ministre de l'éducation Mariem Salek Hamada.

## Objectifs

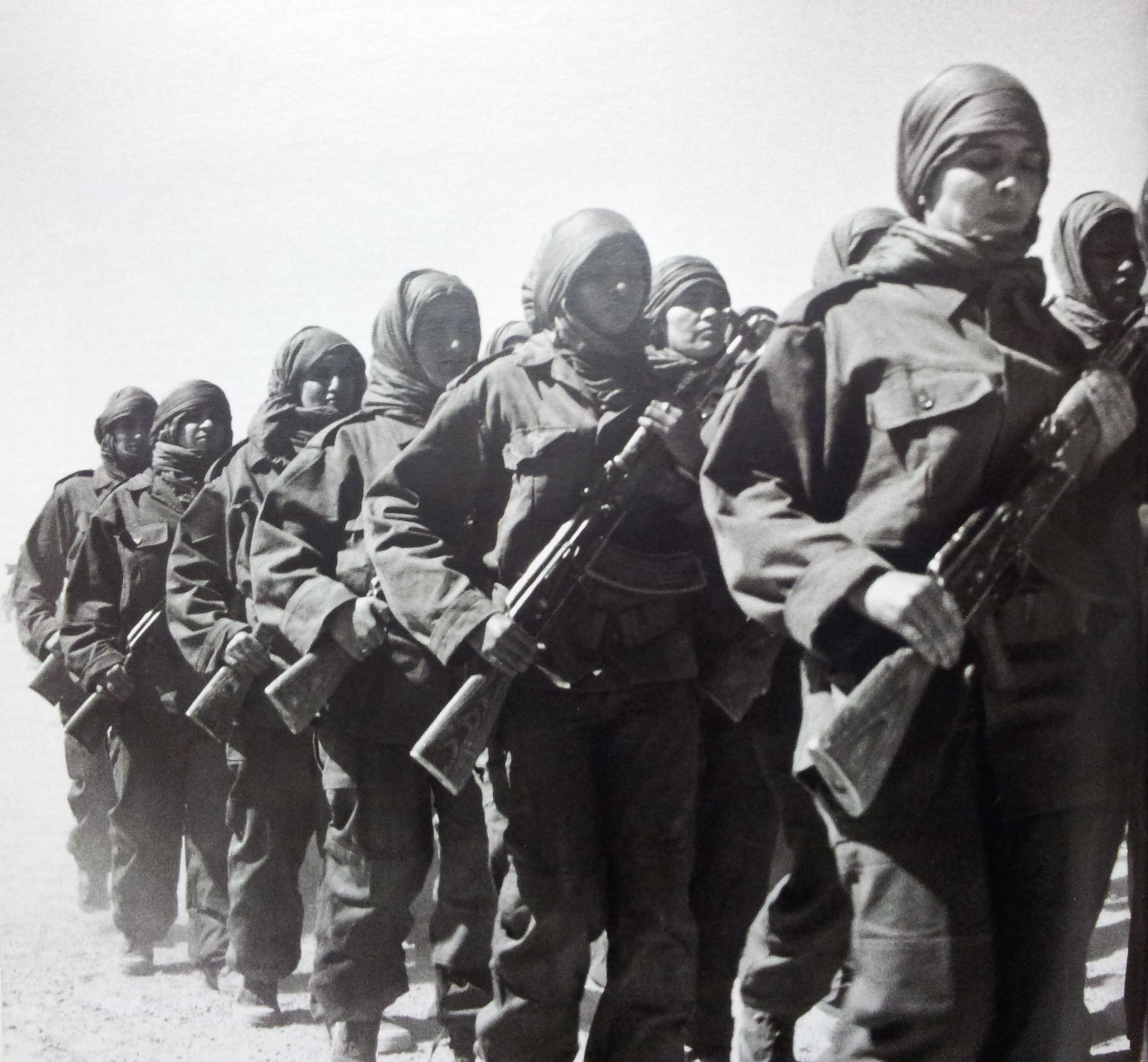
Combattantes sahraouies du Front Polisario.

Au niveau national, les principes fondateurs de l'UNMS sont d'une part de favoriser la mobilisation en faveur de l'indépendance nationale ; et, d'autre part, de travailler à l'émancipation des femmes,.
Selon les chercheuses María López Belloso et Irantzu Mendia Azkue, «cette relation entre les objectifs de libération nationale et l’égalité des sexes est un phénomène commun à la plupart des processus révolutionnaires armés» ; toutefois le plus souvent, la lutte pour l'indépendance relègue à l'arrière-plan les revendications proprement féministes. Or tel n'est pas le cas au sein du Mouvement de Libération Sahraouie, du fait de la place importante des femmes dans la société sahraouie, ancrée dans une histoire longue, bien antérieure à la fondation de la République arabe sahraouie démocratique. Toujours d'après M. López Belloso et I. Mendia Azkue, traditionnellement, les Bédouins accordent un rôle considérable aux femmes dans l'organisation des ressources ; «les nomades du désert faisaient partie de communautés matrilocales (les nouveaux couples résidant auprès des parents de la mariée) et matrilinéaires (l'héritage suivant le lignage féminin) ». La société sahraouie contemporaine préserve des éléments de la tradition comme l'autonomie des femmes, la sanction des violences commises à leur encontre, la mixité dans les espaces public et privés. 
L'efficacité avec laquelle les femmes s'organisèrent politiquement fut extrêmement visible du 12 au 18 mai 1975, date à laquelle une délégation de l'ONU se rendait au Sahara Espagnol afin de déterminer quels territoires souhaitaient l'indépendence ou l'intégration au Maroc ou la Mauritanie. Les groupes de femmes préparèrent des bannières, des pétitions dans toutes les villes principales du territoire : Boukraa, El Aiun, Gueltat Zemmour, Daore, Tifariti, Mahbes, Smara, Dakhla, Ausserd, Tichla, Aar-gub, et La Guera.
Fatimatou Allali a joué un grand rôle dans l'organisation d'activités militaires et de manifestations en faveur de la paix dans les villes sarahouies.

## Organisation
L'UNMS est dirigée par un comité national de 66 membres élues durant un congrès qui se tient tous les 5 ans et est divisé en plusieurs départements (entre autres : département des villes et territoires occupés, département de l'éducation, département des relations externes et coopération, département de la santé et des affaires familiales).
Il existe également des départements pour chaque Wilaya. Le comité national est présidé par une secrétaire général, élue également dans les congrès, qui est en même temps membre du comité national du Front Polisario. Fatimatou Allali en a été la secrétaire générale de 1974 à 1985, et  Guej-moula Ebbi a pris la relève jusqu'en 1988, moment où elle est remplacée par Khadidja Hamdi.
Fatma El Mehdi est secrétaire générale depuis 2002.
L'UNMS est membre de la Fédération démocratique internationale des femmes (FDIF) et de la Fédération générale des femmes arabes depuis 1977 et de l'Organisation panafricaine des femmes (PAWO) depuis 1980.